# Sandro Sirigu
Sandro Sirigu (Ulma, 7 ottobre 1988) è un ex calciatore tedesco, di ruolo difensore.

## Biografia
Nato a Ulma, da padre metà tedesco e metà italiano (suo nonno è sardo) e madre americana.

## Carriera
Ha giocato nella prima e nella seconda divisione tedesca.